# (1251) Hedera
(1251) Hedera est un astéroïde de la ceinture principale découvert le 25 janvier 1933 par l'astronome allemand Karl Wilhelm Reinmuth. Le lieu de découverte est Heidelberg (024). Sa désignation provisoire était 1933 BE.
Il tire son nom du genre de lianes Hedera dont fait partie le lierre.